# Lost in Karastan
Pour plus de détails, voir Fiche technique et Distribution.
Lost in Karastan (en français : «Perdu au Karastan») est un film de comédie noire, réalisé par Ben Hopkins en 2014.

## Synopsis
Lost in Karastan est une comédie noire sur un réalisateur britannique, Emil, embauché pour diriger une production dans la région du Caucase. La République autonome du Karastan est dirigée par un dictateur excentrique, corrompu mais bienveillant. C'est là qu'Emil se lance dans l'un des voyages les plus fous de sa carrière déjà assez diverse.

## Casting
- Matthew Macfadyen dans le rôle d'Emil Forester
- MyAnna Buring dans le rôle de Chulpan
- Noah Taylor dans le rôle de Xan Butler
- Ali Cook dans le rôle de Daniel
- Ümit Ünal dans le rôle de Saro
- Richard Van Weyden comme président Abashiliev
- Vedat Erincin dans le rôle de l'homme de la montagne
- María Fernández Ache comme Marian
- Amiran Katchibaia dans le rôle d'Agdur
- Leo Antadze dans le rôle d'Igor
- Lasha Ramishvili dans le rôle de Ruslan
- Dato Velijanashvili dans le rôle de Shadow

## Libérer
Lost in Karastan, fut présenté en première au Royaume-Uni en tant que film d'ouverture du London Comedy Film Festival, (LOCO) le 22 janvier 2015.

## Récompenses
Au Filmfest de Hambourg le film a remporté les « Hamburg Producers Awards » pour la meilleure « Coproduction cinématographique européenne » et la meilleure « Production cinématographique germano-européenne », décernés à Daniel Zuta et Vladimer Katcharava.
Ben Hopkins a été nommé pour le « Grand prix des Amériques » au Festival des films du monde de Montréal 2014.